# Église Notre-Dame-de-la-Poterie (Bruges)
 (mars 2020).
Pour les articles homonymes, voir Église Notre-Dame.
Ne doit pas être confondu avec Église Notre-Dame (Bruges).
L’Église Notre-Dame-de-la-Poterie (en néerlandais: Onze-Lieve-Vrouw ter Potteriekerk) est un édifice religieux catholique du XIIIe siècle sis sur la Potterierei, à Bruges, en Belgique. De style gothique, l’église fut construite pour abriter une statue de Notre-Dame, — dite « miraculeuse », — qui attirait de nombreux pèlerins dont les dons et legs permirent à son vaste intérieur d’être richement décoré. Depuis le XIXe siècle, saint Idesbald, 3e abbé de l’abbaye des Dunes, y est enterré.
La fondation de l'hôpital de Notre-Dame de la Poterie date d’un peu plus tard, mais toujours au XIIIe siècle. Un musée fut créé dans ce complexe hospitalier. Il comprend des peintures, des sculptures, du mobilier, des tapisseries, des vitraux, une collection d'argenterie et les ustensiles médicaux utilisés de l’ancien hôpital.

## Histoire
Des documents anciens mentionnent l’hôpital Notre-Dame de la Poterie dès l’année 1269. On en connait le nom du premier gardien (directeur): Jan van Scheepsdale. Cependant la charte officielle de fondation date de 1276.     
Église et hôpital prirent le nom de Poterie parce que la rue sur laquelle ils furent construits comprenait de nombreux ateliers de poterie. La découverte de nombreux fragments de poterie lors de fouilles archéologiques atteste la présence et intense activité de potiers sur cette rue particulière. 

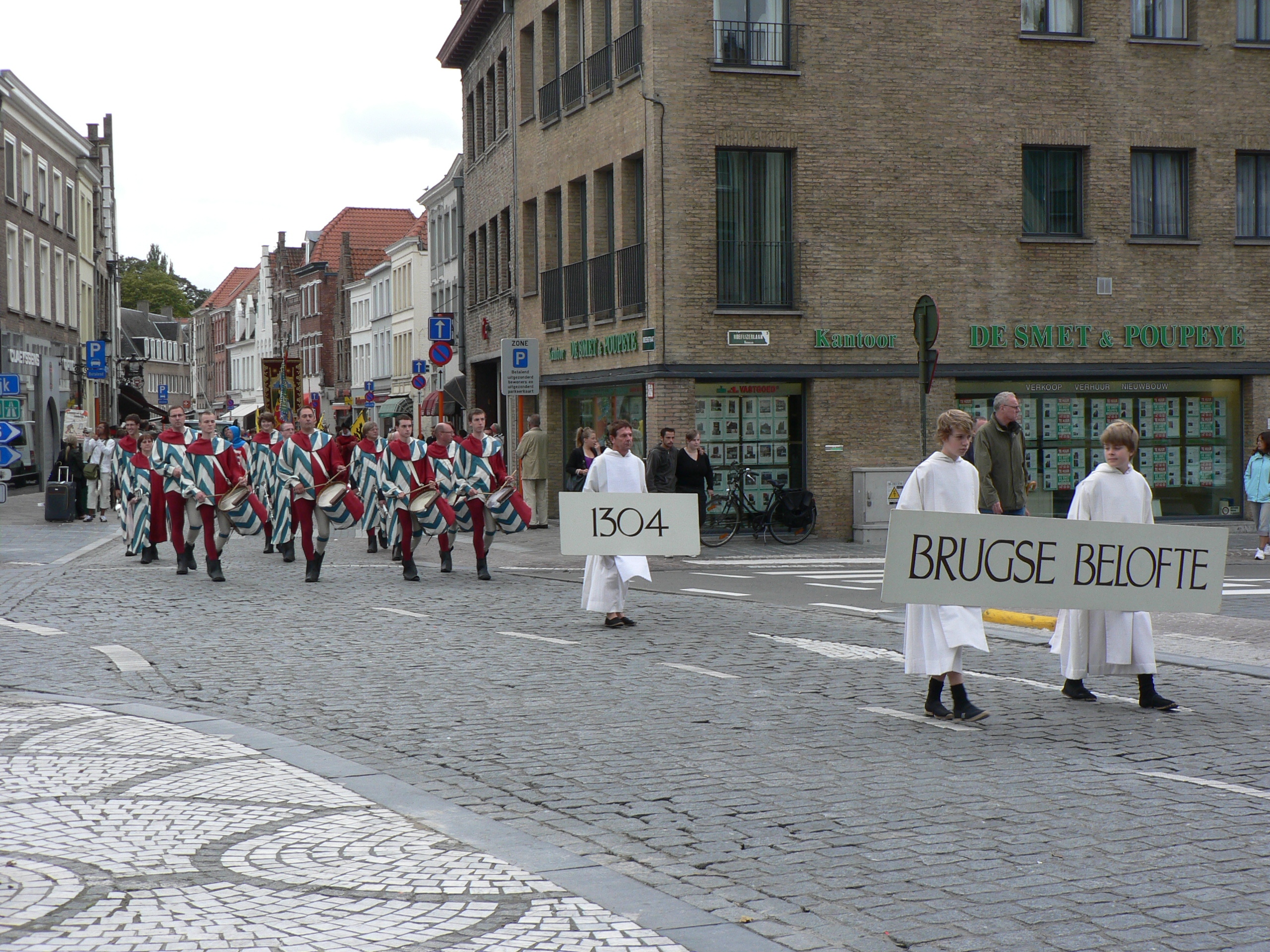
La procession Brugse belofte, en 2010

## Procession
Chaque année, une procession mariale, la Brugse belofte (Bruges-la-Promise), se déroule pour commémorer la bataille de Mons-en-Pévèle (1304). En 1304, les dames de Bruges promirent de faire brûler chaque année un cierge à Notre-Dame-de-la-Poterie si leur fils ou mari revenait sain et sauf du champ de bataille. La procession a été organisée le 15 août de chaque année depuis lors, sauf interruption entre 1796 et 1839. Elle se déroule de la chapelle Notre-Dame-des-Aveugles à Notre-Dame-de-la-Poterie. Douze jeunes filles apportent solennellement des cierges à l’église. 
Une confrérie associée à l’église Notre-Dame-de-la-Poterie veille à y maintenir les traditions.